# Beatrice di Baviera
Beatrice di Baviera (1344 – 25 dicembre 1359) fu regina consorte di Svezia.

## Biografia
Beatrice di Baviera nacque nel 1344 da Ludovico il Bavaro e Margherita II di Hainaut. Nel 1356 venne data in moglie a Erik XII di Svezia, che, dopo essersi ribellato al padre Magnus IV di Norvegia, più o meno in quel periodo, governava la Svezia insieme al genitore. Beatrice si ritrovò quindi a condividere la posizione di regina insieme alla suocera Bianca di Namur. Eric morì nel giugno 1359 e il giorno di Natale di quello stesso anno morì anche Beatrice, per molto tempo si è ipotizzato che ella fosse stata avvelenata dalla suocera, mentre ora si è più inclini a credere che Erik sia stato una delle molte vittime della Peste mentre Beatrice sia morta in seguito al parto insieme al proprio figlio o figlia. Si crede che lei e il bambino possano essere stati sepolti presso il monastero dei Frati Neri.

## Ascendenza
|                            |                       |                        | Genitori                |  |  | Nonni |  |  | Bisnonni             |  |  | Trisnonni             |  |
|                            |                       |                        |                         |  |  |       |  |  | Ottone II di Baviera |  |  | Ludovico I di Baviera |  |
|                            |                       |                        |                         |  |  |       |  |  | Ottone II di Baviera |  |  | Ludovico I di Baviera |  |
|                            |                       | Ludmilla di Boemia     |                         |  |  |       |  |  | Ottone II di Baviera |  |  |                       |  |
| Ludovico II del Palatinato |                       |                        |                         |  |  |       |  |  | Ottone II di Baviera |  |  |                       |  |
|                            |                       | Agnese del Palatinato  | Enrico V del Palatinato |  |  |       |  |  |                      |  |  |                       |  |
|                            |                       | Agnese del Palatinato  | Enrico V del Palatinato |  |  |       |  |  |                      |  |  |                       |  |
|                            |                       | Agnese del Palatinato  | Agnese di Hohenstaufen  |  |  |       |  |  |                      |  |  |                       |  |
| Ludovico il Bavaro         |                       | Agnese del Palatinato  |                         |  |  |       |  |  |                      |  |  |                       |  |
|                            |                       | Rodolfo I d'Asburgo    | Alberto IV il Saggio    |  |  |       |  |  |                      |  |  |                       |  |
|                            |                       | Rodolfo I d'Asburgo    | Alberto IV il Saggio    |  |  |       |  |  |                      |  |  |                       |  |
|                            |                       | Rodolfo I d'Asburgo    | Edvige di Kyburg        |  |  |       |  |  |                      |  |  |                       |  |
| Matilde d'Asburgo          |                       | Rodolfo I d'Asburgo    |                         |  |  |       |  |  |                      |  |  |                       |  |
|                            |                       | Gertrude di Hohenberg  | Burcardo V di Hohenberg |  |  |       |  |  |                      |  |  |                       |  |
|                            |                       | Gertrude di Hohenberg  | Burcardo V di Hohenberg |  |  |       |  |  |                      |  |  |                       |  |
|                            |                       | Gertrude di Hohenberg  | Matilde di Tubinga      |  |  |       |  |  |                      |  |  |                       |  |
| Beatrice di Baviera        |                       | Gertrude di Hohenberg  |                         |  |  |       |  |  |                      |  |  |                       |  |
|                            | Giovanni I di Hainaut | Giovanni d'Avesnes     |                         |  |  |       |  |  |                      |  |  |                       |  |
|                            | Giovanni I di Hainaut | Giovanni d'Avesnes     |                         |  |  |       |  |  |                      |  |  |                       |  |
|                            | Giovanni I di Hainaut | Adelaide d'Olanda      |                         |  |  |       |  |  |                      |  |  |                       |  |
| Guglielmo I di Hainaut     | Giovanni I di Hainaut |                        |                         |  |  |       |  |  |                      |  |  |                       |  |
|                            |                       | Filippa di Lussemburgo | Enrico V di Lussemburgo |  |  |       |  |  |                      |  |  |                       |  |
|                            |                       | Filippa di Lussemburgo | Enrico V di Lussemburgo |  |  |       |  |  |                      |  |  |                       |  |
|                            |                       | Filippa di Lussemburgo | Margherita di Bar       |  |  |       |  |  |                      |  |  |                       |  |
| Margherita II di Hainaut   |                       | Filippa di Lussemburgo |                         |  |  |       |  |  |                      |  |  |                       |  |
|                            |                       | Carlo di Valois        | Filippo III di Francia  |  |  |       |  |  |                      |  |  |                       |  |
|                            |                       | Carlo di Valois        | Filippo III di Francia  |  |  |       |  |  |                      |  |  |                       |  |
|                            |                       | Carlo di Valois        | Isabella d'Aragona      |  |  |       |  |  |                      |  |  |                       |  |
| Giovanna di Valois         |                       | Carlo di Valois        |                         |  |  |       |  |  |                      |  |  |                       |  |
|                            |                       | Margherita d'Angiò     | Carlo II di Napoli      |  |  |       |  |  |                      |  |  |                       |  |
|                            |                       | Margherita d'Angiò     | Carlo II di Napoli      |  |  |       |  |  |                      |  |  |                       |  |
|                            |                       | Margherita d'Angiò     | Maria d'Ungheria        |  |  |       |  |  |                      |  |  |                       |  |
|                            |                       | Margherita d'Angiò     |                         |  |  |       |  |  |                      |  |  |                       |  |